# 夏阳县 (秦国)
夏阳县，中国古县名。
战国秦惠文王十一年（前327年）置，治所在今陕西省韩城市南西少梁。属内史。汉朝时，属左冯翊。西汉史学家司马迁为本县人。三国曹魏，属冯翊郡。北魏改属华山郡。东魏天平四年（537年），为安置夏阳县流民，在今山西省临汾市一带侨置河西郡，领夏阳县。北周时，属澄城郡。隋朝初年废。